# Podisus maculiventris
Espèce
La punaise soldat (Podisus maculiventris) est une espèce d'insectes hémiptères hétéroptères, une punaise de la famille des Pentatomidae, originaire d'Amérique du Nord. Les adultes et les larves sont des prédateurs de diverses espèces d'insectes. Cette punaise est d'ailleurs utilisée comme agent de lutte biologique.

## Description
Il s'agit d'une punaise de taille moyenne (11 mm) caractérisée par des épines au niveau de son pronotum. Elle est généralement de couleur brune ou grise. Les pattes sont jaunes. Les œufs sont ovales et possèdent de longs poils blancs à leur extrémité. Ils varient en couleur (blanc à noir) selon s'ils sont pondus sur le dessus (foncés) ou le dessous (pâles) d'une feuille. Le pigment a donc pour effet de protéger les œufs des rayons nocifs du soleil, et cela seulement lorsqu'ils sont exposés à ces rayons, la feuille protégeant les œufs pondus sous elle.

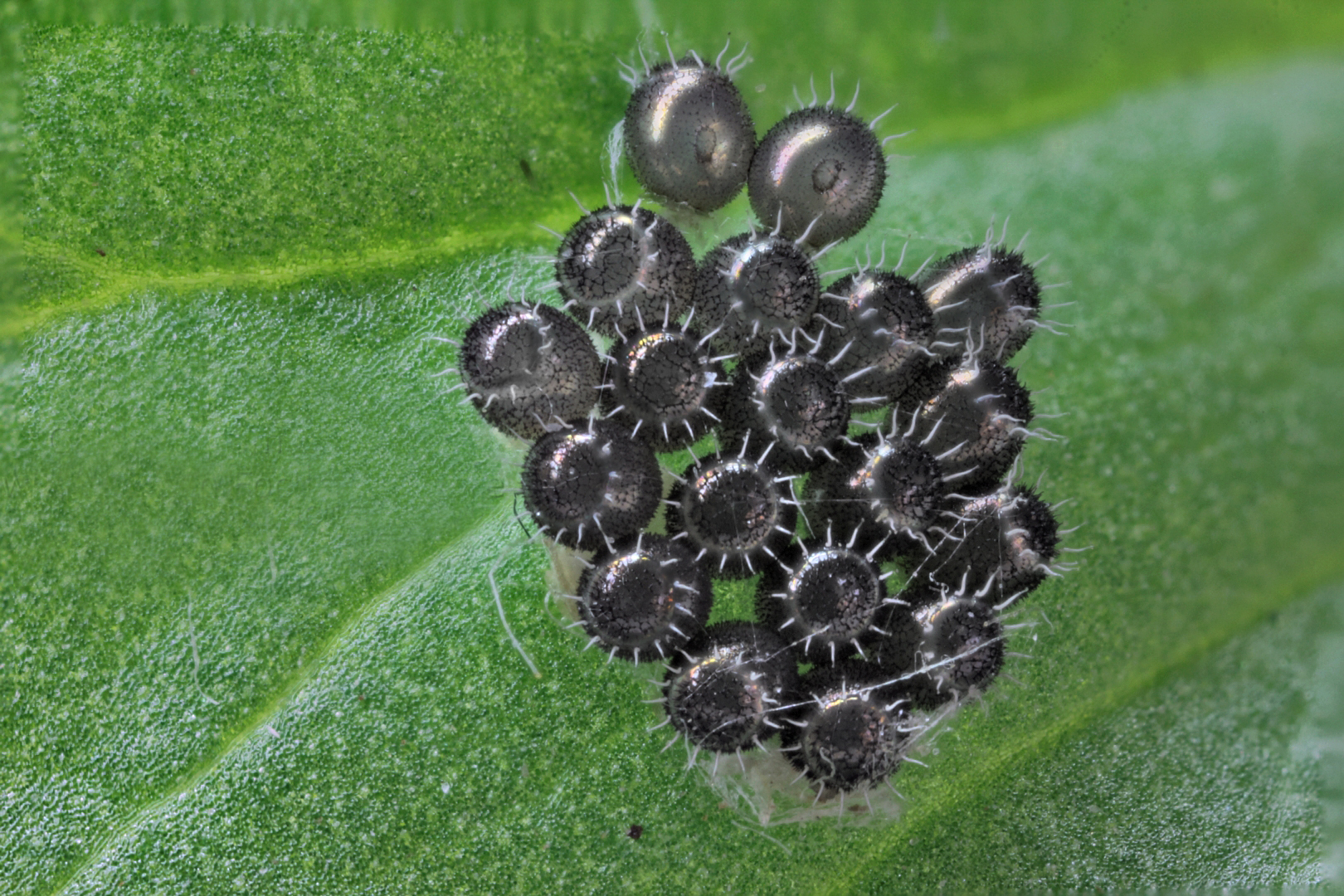
Œufs
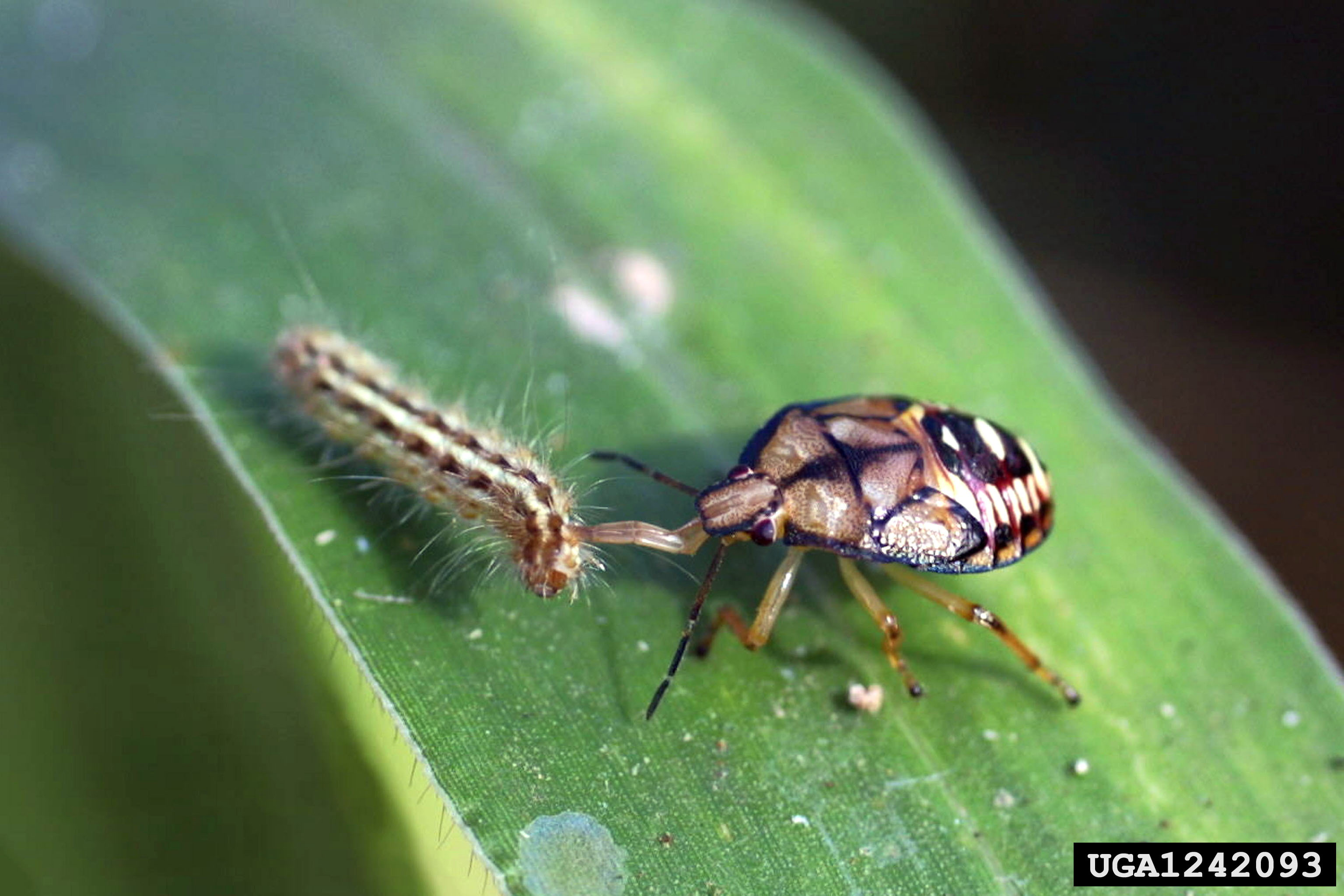
Nymphe de troisième stade
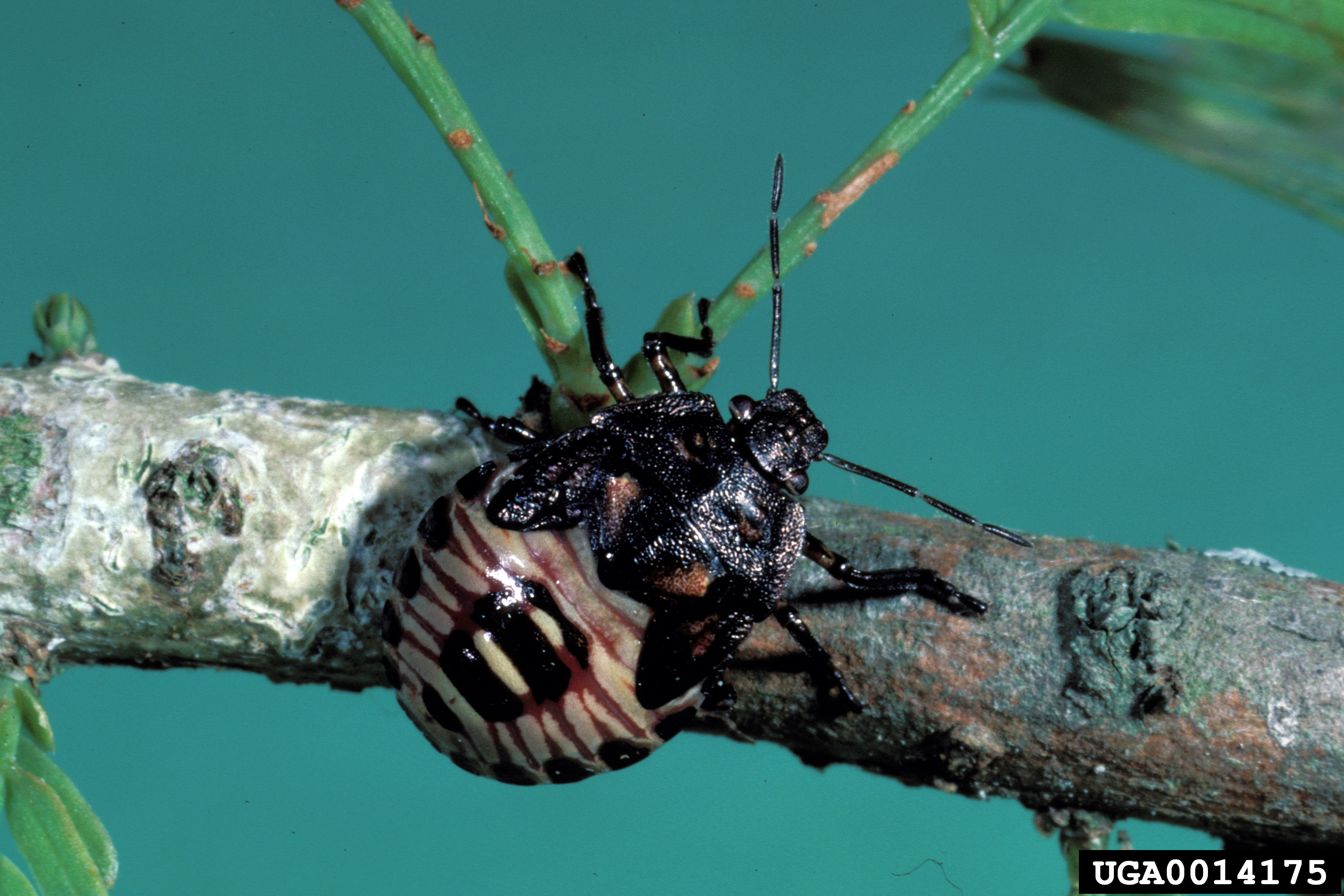
Nymphe de cinquième stade

## Lutte biologique
Elle est commercialisée dans la région OEPP depuis 1996 comme agent de lutte biologique contre le doryphore et divers lépidoptères, tant en cultures sous serre qu'en plein champ.